# Anceya giraudi
Anceya giraudi е вид охлюв от семейство Paludomidae. Видът не е застрашен от изчезване.

## Разпространение и местообитание
Разпространен е в Бурунди, Демократична република Конго, Замбия и Танзания.
Обитава крайбрежията на сладководни басейни в райони с тропически климат.